# Corgi Internacional
Corgi International Limited (abans coneguda com a Zindart International Limited) és una empresa arrelada a les antigues joguines Welsh Corgi, que es van iniciar a finals dels anys cinquanta. Aquesta empresa va ser adquirida posteriorment per Mattel al voltant de 1990, i després es va independitzar. Avui en dia, Corgi consta de tres marques diferents que fabriquen rèpliques d'accessoris de pel·lícules, objectes de col·lecció de fosa a pressió i productes de regal i joguines. Corgi International també distribueix cromos i records de pel·lícules a través d'una marca separada.

## Història
El juliol de 1977, Zindart International Limited es va constituir a Hong Kong com a societat limitada sota l'Ordenança d'empreses de Hong Kong inicialment per operar una instal·lació de fabricació. El febrer de 1997, els ADS de la companyia van ser cotitzats al mercat global NASDAQ.
El juliol de 1999, la companyia va adquirir Corgi Classics Limited, que fabricava cotxes clàssics de fosa a pressió. Corgi es va fundar l'any 1956 a Anglaterra com a Mettoy. És un dels comercialitzadors més antics de models col·leccionables de fosa a pressió de camions, autobusos, cotxes i avions del món, amb els principals mercats dels seus productes al Regne Unit i al nord d'Europa.
Després de canviar el nom de l'empresa a Corgi International Limited, el desembre de 2006 la companyia va vendre la seva divisió de fabricació Zindart. Corgi també operava una divisió de llibres i paper, Hua Yang, que Corgi va adquirir el febrer de 1998 i que havia venut el maig de 2004.
L'abril de 2008, Corgi International va vendre la marca Corgi Classics, les eines i els drets de propietat intel·lectual a Hornby Hobbies Ltd. Aquesta venda no incloïa propietats amb llicència com James Bond i Star Trek.
Corgi International Limited és una empresa global de cultura popular que desenvolupa i comercialitza joguines, regals i objectes de col·lecció amb llicència i genèrics distribuïts a través de canals directes, especialitzats, d'aficions, de col·leccionistes i de venda al detall a tot el món. Comercialitzat amb les marques Master Replicas, PopCo i H2go, la línia de productes de la companyia va des de rèpliques d'accessoris d'entreteniment i records d'edició limitada fins a joguines tradicionals i mercaderies de regal.
La companyia té diferents llicències per a franquícies d'entreteniment com Disney, Harry Potter, James Bond, Star Trek, Nintendo, Halo i The Beatles, entre d'altres.
La marca Master Replicas (també coneguda com MR) produeix rèpliques d'accessoris de pel·lícules i objectes de col·lecció de gamma alta. Amb seu a Walnut Creek, CA, l'empresa va ser fundada l'any 2003 per Michael Cookson. Cookson ha estat president de Master Replicas des de la seva fundació i conseller delegat des de l'agost de 2004. Master Replicas desenvolupa i comercialitza objectes de col·leccionisme amb llicència distribuïts a través de canals directes, especialitzats, d'aficions, de col·leccionistes i de venda al detall a tot el món.
Master Replicas té diferents llicències per a franquícies d'entreteniment com Star Trek, Disney, James Bond 007, Halo, Nintendo i The Muppets. Abans del gener de 2008, l'empresa fabricava i venia productes amb la marca Star Wars abans que The Company optés per no renovar la llicència quan expirés. Tot i que molts dels seus articles són accessoris a gran escala (especialment armes com sabres de llum, fasers i espases), també fan molts articles de maquetes a escala, com naus espacials i personatges.
Master Replicas també ha rebut l'encàrrec de fabricar articles perquè les corporacions els tornin a vendre pel seu compte. Per exemple, MR va fer una Master Sword i Hylian Shield a escala 1/6 per a Nintendo i Target Stores per coincidir amb el llançament de The Legend of Zelda: Twilight Princess.

### Força FX
Les rèpliques mestres són conegudes  per a la seva línia de productes Force FX que recreava diversos sabres de llum utilitzats a les pel·lícules de Star Wars.
Master Replicas ja no produeix aquesta línia de productes, però ha adaptat la tecnologia a rèpliques d'altres articles, com ara Halo Energy Sword i Link 's Sword de The Legend of Zelda de Nintendo.

### Tancament
Master Replicas es van tancar a la caducitat de Corgi International. La marca Master Replicas ara és propietat de Darren Epstein, que la va comprar als administradors.

### Rellançament
El 29 de desembre de 2022, Darren Epstein va anunciar a través de Linkedin que rellançava la marca Master Replicas, havia adquirit llicències pertanyents a Eaglemoss i que "començarà a posar algunes gammes a la venda".

## Cards Inc.
Cards Inc., amb seu a Watford, Anglaterra, va ser fundada per Darren Epstein el 1989 i era un distribuïdor de cromos i records de la cultura pop principalment al Regne Unit i Europa. La marca Cards Inc i el seu negoci basat en cartes comercials, adhesius i jocs de cartes col·leccionables es va vendre l'abril de 2008, la resta del negoci de Cards Inc continua la seva distribució d'objectes de col·leccionisme de cultura pop sota el nom de PopCo Distribution.
El 31 d'octubre de 2008, PopCo Distribution va ser administrada, que és l'equivalent aproximat de la reorganització del capítol 11 als Estats Units.